# Trastorn electrolític
Els electròlits tenen un paper fonamental en el manteniment de l'homeòstasi dins del cos. Ajuden a regular la funció cardíaca i neurològica, equilibri de líquids, lliurament d'oxigen, trastorn de l'equilibri acidobàsic i molt més. Els trastorns hidroelectrolítics o trastorns electrolítics poden desenvolupar-se mitjançant els següents mecanismes: ingestió excessiva o disminució de l'eliminació d'un electròlit; disminució de la ingestió o eliminació excessiva d'un electròlit.
Els trastorns dels electròlits estan implicats en molts processos de les malalties i són una part important del tractament dels pacients en medicina. Les causes, la gravetat, el tractament i els resultats d'aquests trastorns poden diferir enormement segons l'electròlit implicat. Els trastorns electrolítics més greus impliquen anomalies en els nivells de sodi, potassi o calci. Altres desequilibris d'electròlits són menys freqüents, i sovint es produeixen conjuntament amb canvis importants dels electròlits citats.
Un abús crònic de laxants o la diarrea o vòmits greus poden provocar deshidratació i trastorns electrolítics. Les persones que pateixen desnutrició presenten un risc especialment elevat de trastorn electrolític. Els trastorns electrolítics greus s'han de tractar amb cura ja que hi ha riscos amb una sobrecorrecció massa ràpida, que pot provocar arrítmies, hèrnia cerebral o síndrome de realimentació inapropiada en funció de la causa del desequilibri.

## Funció general
Els electròlits són importants, perquè les cèl·lules (especialment les cèl·lules nervioses, del cor i del múscul) mantenen els voltatges a través de les seves membranes cel·lulars i transmeten els impulsos elèctrics (impulsos nerviosos, contraccions musculars) a través d'elles mateixes i d'altres cèl·lules. Els ronyons treballen per mantenir les concentracions d'electròlits constants en la sang, tot i els canvis que se'n produeixin en el cos. Per exemple, durant un exercici pesat, els electròlits es perden amb la suor, particularment en forma de sodi i potassi. Aquests electròlits han de ser substituïts per mantenir constant la concentració d'electròlits dels fluids corporals.